# Swob Sjaarda
Swob Sjaarda (1435-1520) va ser una noble neerlandesa, filla de Douwe Tjaerts Aylva i Sjaarda Edwert i casada amb Jarich Epes Hottinga en 1455.
En 1475, va enviduar i va tenir la responsabilitat sobre un castell. Es tracta d'un període de conflictes entre diferents clans nobles als Països Baixos, i el seu castell va ser assetjat per Skerne Wybe en 1481. Segons la llegenda, va prendre a Wybe com a ostatge trencant la seua paraula, després d'haver-lo intercanviat pel seu germà Tjaard Grioestera.
El seu acte en 1481 va fer que el seu nom es convertira en una metàfora per a la traïció als Països Baixos: l'expressió Swob, es va convertir en una manera de dir que algú no és confiable.
En 2013 va ser inclosa en 1001 Vrouwen uit de Nederlandse geschiedenis, entre les 1001 dones neerlandeses més importants.